# 軍隊

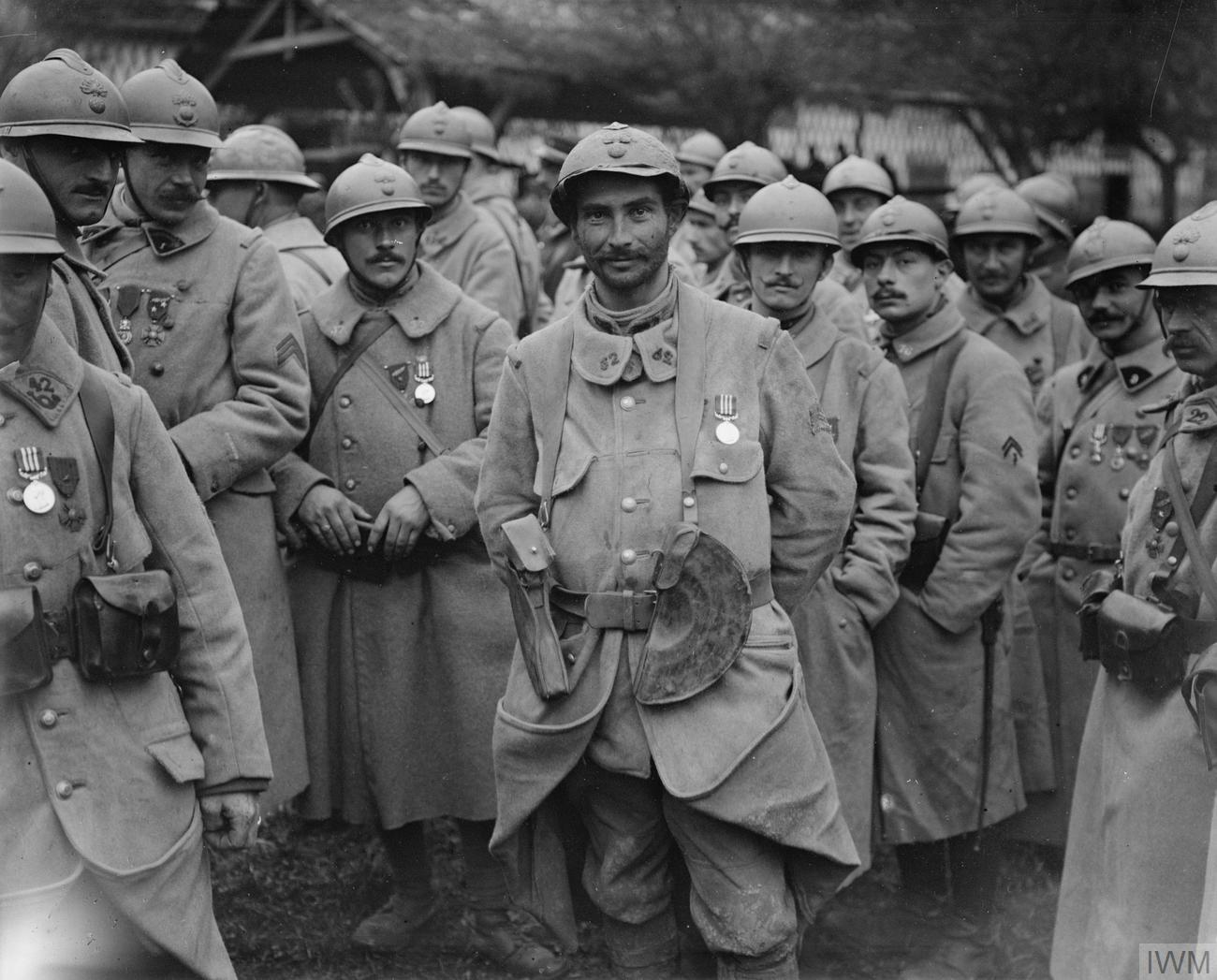
一戰索姆河戰役期間授勳的法國士兵

世界各國的軍隊人數（2009年）

軍隊，又稱正规军（英語：regular army），是被授權使用致命武力及武器来保護其國家和人民利益的正規武装力量。軍隊（military）與武裝力量（英語：armed forces）經常被認為是同義詞，但嚴格意義上來說，這兩者間仍有所不同：後者除了正規軍之外，還包括了非正規的準軍事部隊、民兵等。軍隊的任務一般會是保護國家及人民，以及對其他國家發動戰爭。也有些國家的武装力量不稱為軍隊，但擁有如同軍隊之職能和武裝，例如完全軍事化的日本自衛隊和伊朗的伊斯蘭革命衛隊。今日一般國家的軍隊大約包括陸軍（或包含憲兵）、海軍（或包含海軍陸戰隊）、空軍（或包含防空部隊）等軍種所組成，有些還包括特種部隊、戰略飛彈部隊、太空部隊、電子戰部隊等。並在軍人之中劃有軍官、士官、士兵等軍階。軍隊可以利用國家義務役或者募兵來補充兵源。
軍隊在社會中還有其他的機能，包括推動政治議程（甚至最極端的軍政府）、保護經濟利益、內部的群眾控制、建設、緊急事件的處理、社会仪式、守衛重要區域等。軍隊也會有獨立的次文化，也可能會發展其獨立的基礎設施，可能包括住屋、學校、公共設備、食物生產及銀行等。軍隊事務泛稱為軍事。
士兵是組成軍隊的要素之一，其起源比信史本身還要久。古典时代就有很多軍事領導及權力的記錄。西元前1274年的卡迭石战役是決定拉美西斯二世登基的重要事件之一，也在紀念碑上記載。一千年後中國的秦始皇也用陪葬的兵马俑展現其軍力。古罗马很注重軍事，留下許多相關論文及著作，也包括許多凯旋门及勝利柱。

## 組成
在人類歷史上，大部份的國家都需要軍隊（不過也有例外，例如安道爾、哥斯达黎加等沒有軍隊的國家）。而需要軍隊的原因會決定軍隊的組成方式、使用的裝備以及設施，也會影響軍隊在平時及戰爭所進行的活動。
軍隊不論規模大小，在官方或是國際認定上都屬於軍事組織。有類似特點但不視為軍隊的組織有準軍事部隊、民事防护或是民兵等。

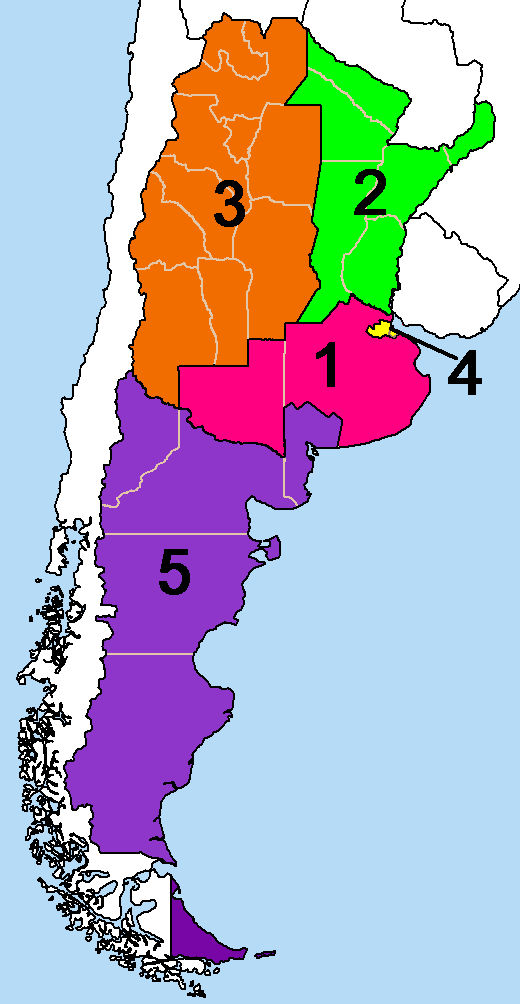
軍事指揮部的例子：阿根廷在1975-1983年的軍區

### 人員

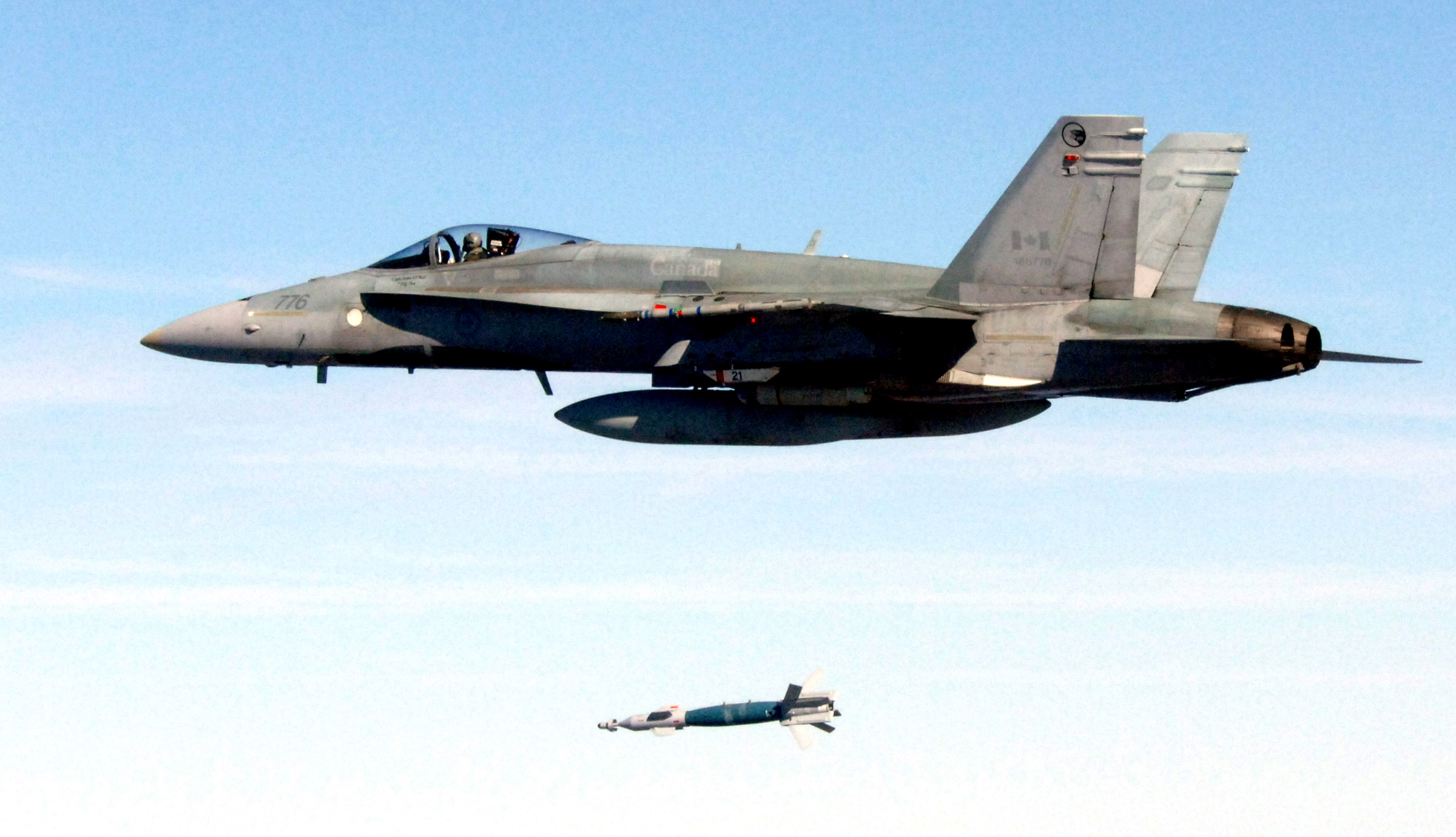
CF-18大黄蜂发射激光制导炸弹

基層的軍人，一般會依軍種稱為士兵、海員等，是可以依軍隊政策，執行特定作戰任務的人員。
在商業團體中會有各階層的主管或是經理人，其工作是例行性的业务运营或是项目管理，軍隊也會有例行性的訓練、計劃及專案，也需要軍官、士官等各階層的管理人員。
在和平時期，軍隊多半會在屯駐地或是永久軍事設施中，其主要任務是軍隊行政任务、訓練、教育以及武器設備的維護保養。軍隊的另一個任務就是透過軍人征募持續的讓足夠的新人可以加入軍隊，並且維持預備役的運作。

### 組織
軍隊的首要任務是讓自身有能力執行國家的軍事政策，為了執行軍事政策，需要有军事职能及其如何履行职责的相關专门知识。
這些技能中首要的是營造有凝聚力，在需要時可以依軍事政策執行任務的軍隊。因此軍隊需要有單位可以將軍事政策轉換為明確的目標及任務，並且用下属所理解的术语來傳达。
軍隊也會有其軍事組織，會以軍種，國家而不同。以陸軍為例，最基礎的編制可能是班，再往上有排、连等組織，會有各自層級的指揮官。海軍及空軍的編制一般會和船艦或是飛機有關，海軍會有分艦隊、戰隊、艦隊等編制，空軍則可能分為飛行中隊、飛行大隊、飛行聯隊，也會有跨軍種的聯合軍事編制單位。

## 兵役制度

### 征兵制度

#### 义务役
義務役指的是到達一定年齡，且體格等條件符合之國民，需要服一定期限的兵役，除有特殊原因，不得逃避，否則會被依相關法規處罰。以色列、大韓民國、挪威、波蘭、俄羅斯、巴西、智利、祕魯、古巴、墨西哥、埃及、阿爾及利亞、利比亞、突尼斯、中華民國等国实施義務役制度。有些國家如美國則是在戰時以特別法或行政命令徵兵。徵兵制特點在便於計畫動員，使人民公平服役，軍民合一，役期由一年~至三年以上不等；使國家既保有適量的常備役部隊，又得以儲備大量的後備役人員，便於在戰爭時發揮最有效的後備動員力量。

#### 志愿役
志願役，是指符合條件之人民志願投入軍隊，以軍人作為職業。志願役分为义勇兵制、募兵制、雇佣兵制。
义勇兵制特點在於服役者基於愛國意識或受宗教力量或興趣所趨使，沒有法律強迫加入軍隊，擔負保衛國家的責任，在精神戰力上較其他類型的服役者高，有不怕死、力爭到底的意識。實施志願役的國家，卻沒有受到軍事教育的人民，臨時要戰爭上想要加入軍隊，保家衛國，其原因：一是人民感念國家恩惠，願為國家作戰而不是因武力強迫，古代称之为勤王。二是有特定的政治軍事事件發生，人民志願從軍以應變；三是人民自身所處環境受非常大的武力威脅，如果不從軍將無法維持現有安樂環境。四是人民受到特定宗教、政治人物、事件鼓動，志願從軍以達成理想。如黃巾軍、太平軍、十字軍、紅軍等。
募兵制特點為募集志願服役者，以國內人才為募集對象，以法律法规形式规定兵员的固定收入，即所謂職業兵制度。美國、日本、法國等国实施此种制度。
傭兵制特點為僱傭志願服役者，兵员并不仅限于其国内，而以契約規定服役年限與一定的給付薪水、福利。

#### 志願役與義務役併用制
志願役與義務役併用制，自由加入部隊和依法加入部隊相结合的制度。实施该种制度的国家，士兵为义务役，士官为志愿役。因現代國防科技發展快速，促使戰術、戰法日益更新，但為配合國防實際需要，單一制度已難以符合需求，因此採志願役與義務役併用制度，已達到戰時有充足的義務役後備軍人，以及志願役的專業官、士、兵，以其相輔相乘。中华人民共和国等国实施此种制度。

### 服役制度
在義務役中的役别，可粗分為常備役、預備役，現役、後備役，其中又有非武裝不參與戰鬥的替代役。不同國家對於預備役及後備役可能有不同的涵義。

#### 常備役
常備役通常指的是，接受正規軍事教育訓練，畢業後分配到軍隊裡擔任職務，即為服常備役。在退伍後、未達除役年齡這段時間，視為服後備役。

#### 預備役
為使軍隊於戰時可以迅速擴編，充分運用國家人力資源，達到「平時養兵少、戰時用兵多」的目的，因而有預備役的設計，使國家於戰時能夠迅速將其轉化為現役部隊。預備役成員可能畢業於一般民間學校，接受短期軍事教育，教育期滿後服一定時間之預備役。預備役成員也可能由常備役轉任。預備役人員往往按地區編組，配有武器裝備庫，有規定的訓練時間、訓練科目、戰時任務及隸屬關係。目前的發展趨勢是與現役部隊的差距逐步縮小。

#### 替代役
在實施徵兵制的國家，有些人因健康、宗教因素或其他理由，不能進到軍隊裡服役，因而有替代役的設計，讓這些人不須到軍事單位裡服役，有警察役、消防役等。例如:中華民國

### 民兵制度
民兵制特點在於人民皆有服兵役的義務。全民皆兵能符合特殊國情，為常備役訓練時間較短（8個月以下），僅以志願在營服役者負責民兵訓練；但戰爭時動員，全國兵源迅速到達指定地點報到，成軍作戰，可以發揮最佳整體綜合戰力。瑞士、以色列等国广泛推行民兵制度。
民兵泛指一個國家當中具備最基礎作戰能力的人民。這些人可能已經自軍中退役，或者至少受過基本的軍事訓練，會操作各式輕型槍支類的武器進行作戰。

## 軍隊和社會
軍事和社會的研究領域會特別探討軍隊和社會之間的互動以及互相調整之處。軍隊和社會交匯的動態關係會依社會和國家安全環境的驅勢所影響。此領域的研究可以連結到克勞塞維茲（戰爭僅是政治伴以另一個手段的延伸。）以及孫子提到的「非利不戰」（若對國家沒有利益，不要出兵。）。當代的跨領域學科可以追溯到第二次世界大戰，社會學家以及政治科學攷家有許多的研究。此領域包括了「軍隊作為政治、社會和經濟機構，和所在的社會、國家或政治民族運動之間各個層面的關係。」。會包括在軍事和社會範圍內的主題有：退伍軍人、軍隊中的女性、軍人家庭、徵兵及後備、預備役部隊、軍事和宗教、軍隊私有化、政军关系、民眾和軍人的合作、軍事和流行文化、軍事和媒體、軍人和災害協助、軍人和環境、軍事和警察職能的模糊等。

### 招募和留用
在完全志願役的軍隊中，軍隊是靠人力市場的力量以及小心的招募來補齊所需的人員。因此了解使人願意加入軍隊以及延長在軍隊時間的因素就格外的重要。服役的人員在心理和身體上都要可以克服軍事訓練的挑戰，並且適應軍中的價值觀和文化。研究顯示，入伍動機包括自利（薪資），也包括非市場因素，例如冒險、愛國主義以及戰友情誼。

### 退伍軍人
在軍隊和社會領域的研究中，有關退伍軍人的研究，或是離開軍隊，回到社會者的研究是最多的。退伍軍人以及相關議題是此領域的縮影。軍隊的招募表示人力從社會進入軍中，而退伍表示這些人從軍中重新進入社會，而在他們在軍中擔任陸軍、海軍、空軍的各項任務時，社會也漸漸的在改變。社會以及退伍軍人都針對這些人進入社會，會有許多層面的適應以及調整。
退伍軍人的定義會隨國家而不同，而且差異很大。美國的退伍軍人是指在軍中服務超過規定的最短時間，澳洲的退伍軍人要求曾經在戰區執行過任務。在英國「只要在軍中待過一天，領過一天的薪資，就可以算是退伍軍人。」。退伍軍人的研究著重在他們回到社會後的調整，有時不太容易。「退伍軍人在不同的環境之間移動時，會有複雜的文化轉變。」，也可能會預期好的及不好的變化結果。找到好的工作，重新建立充實的家庭生活是他們生活中的重點。
軍人的生活可能是暴力且危險的。戰鬥會造成身體上的傷害，戰鬥造成的心理創傷可能會導致創傷後壓力症候群，有可能導致露宿者、自殺、物質使用疾患、酗酒及家庭功能異常。社會透過解決這些問題的政策和方案，瞭解社會在這些議題上的責任。退伍軍人也可能透過政治的參與，希望可以有社會的影響力。在2004年的美國總統大選中，退伍軍人基本上在共和黨和民主黨都有。在克羅地亞獨立戰爭中作戰過的退伍軍人，投給民族主義政掌黨的比例高很多。

## 外部連結
- Military Expenditure % of GDP （页面存档备份，存于） hosted by Lebanese economy forum, extracted from the World Bank public data
- 中的“軍隊”